# Limnichus ellipticus
Limnichus ellipticus is een keversoort uit de familie dwergpilkevers (Limnichidae). De wetenschappelijke naam van de soort werd in 1920 gepubliceerd door Arthur Mills Lea.